# Scaphyglottis acostaei
Scaphyglottis acostaei är en orkidéart som först beskrevs av Rudolf Schlechter, och fick sitt nu gällande namn av Charles Schweinfurth. Scaphyglottis acostaei ingår i släktet Scaphyglottis och familjen orkidéer. Inga underarter finns listade i Catalogue of Life.